# Amanda Glans
Amanda Glans, född 1983 i Glasgow, är en svensk journalist. Hon är uppvuxen i Skövde och har studerat vid Dramatiska institutet i Stockholm.
Glans tilldelades 2010 Susanne Björkmans stipendium med juryns motiveringen: "För hennes lågmälda och samtidigt intensiva berättande. För modet att dröja vid till synes enkla frågor som efterhand djupnar allt mer. För ett programskapande som bärs fram av en stark personlig röst."
År 2011 vann Amanda Glans tillsammans med Erik Hedtjärn Stora Journalistprisets Årets berättare för P1-dokumentären Partiledaren - en dokumentär om Juholts väg till makten.